# Angoisse de mort
L’angoisse de mort désigne le vécu d'angoisse qui se rapporte au fantasme d'annihilation.

## Psychose
La psychose, pathologie qui se spécifie par l'attribution au-dehors de processus psychiques insoutenables, projetés sur des objets, le plus souvent sur une personne. 
Le retour de la pulsion de mort sur le sujet psychotique génèrera de profondes angoisses qui se rapportent à la peur de mourir, d'être détruit par quelqu'un ou quelque chose. Il y aura par exemple délire de persécution. Mais l'angoisse décrit plus l'échec du traitement psychique de la pulsion, qui ne peut être entièrement assumée. 
L'angoisse de mort se rapporte aussi au clivage du moi fractionnant le sujet en de multiples personnalités - et, dans un sens, le tuant bel et bien. Pour Jacques Lacan, le sujet de l'inconscient psychotique n'advient tout simplement pas, puisqu'il y a non seulement échec du refoulement mais donc également de la métaphore paternelle, faisant normalement advenir le Nom du Père.

## Principes
La pulsion de mort vise originellement la suppression de toute excitation psychique, et donc la mort du sujet lui-même. Ce type de pulsion, personnifié par Thanatos, pose la question de différents modes de fonctionnements psychiques. Si Sigmund Freud oppose d'abord le principe de réalité, capable de « retenir l'excitation », de « faire avec », au principe de plaisir, il complètera par la suite cette opposition.
En fait, le principe de plaisir vise à la réduction de l'excitation à un certain seuil, ce principe caractérisant le processus primaire. Mais Freud postulera un principe de Nirvana plus archaïque, cherchant à réduire l'excitation à néant. C'est ce principe qui fondera l'angoisse de mort. 
D'autre part, Piera Aulagnier théorise un processus originaire plus précoce que le processus primaire. 

## Sortes
1. L'angoisse de mort prédateurs [1]
2. L'angoisse de mort prédation : l'angoisse de mort prédation est une forme d'angoisse de mort qui se pose, survenant souvent inconsciemment plutôt que consciemment, quand un individu physiquement et / ou mentalement est nuisible aux autres [2].
3. L'angoisse de mort existentielle : elle naît de la conscience de la brièveté de la vie naturelle[2].